# Gunung Rabong
Le Gunung Rabong est une montagne de Malaisie péninsulaire culminant à 1 538 m d'altitude.